# Matthias Gessinger

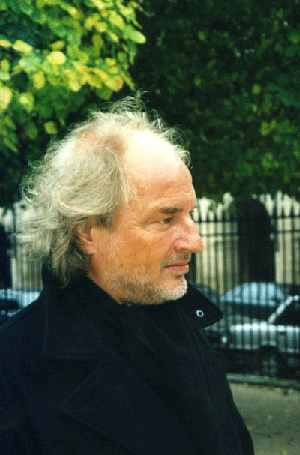
Matthias Gessinger

Matthias Gessinger (* 20. Februar 1948 in Berlin; † 22. September 2021 in Wiesbaden) war ein deutscher Maler. Er lebte und arbeitete in Wiesbaden und Paris. Mit seinen künstlerischen Werken gehörte er zu den profilbildenden Künstlerpersönlichkeiten der Stadt Wiesbaden. Unter anderem entwarf er 1989 das Glasfenster des Oberbürgermeisterbüros im Wiesbadener Rathaus, 1991 wurde er von der Landeshauptstadt mit dem Kulturpreis ausgezeichnet und 2017 vervollständigte er die Porträts der Wiesbadener Oberbürgermeister.

## Leben
Matthias Gessinger wurde 1948 in Berlin geboren und lebte in Wiesbaden und Paris. Er studierte Malerei (unter anderem bei Oskar Kolb), Kunstgeschichte und Philosophie an der Werkkunstschule/Hochschule für Gestaltung Wiesbaden und der Johann Wolfgang Goethe-Universität Frankfurt/Main. Über 25 Jahre war er mit der Modedesignerin und Kunstpädagogin Ingrid Gessinger-Merz verheiratet. Aus dieser Ehe stammt seine Tochter Katja Zinnecker, die als Texterin, Redakteurin, Strategin und Coach arbeitet. 
Matthias Gessinger wurde mit Preisen für Kunst im öffentlichen Raum ausgezeichnet. Aufgrund seiner künstlerischen Arbeit wurde ihm von der Landeshauptstadt Wiesbaden 1991 der Kulturpreis verliehen. Er hatte einen Lehrauftrag für Malerei und Farbe an der Hochschule für Gestaltung Wiesbaden, unterrichtete das Fach Kunst am OG Moltkering/Martin-Niemöller-Schule Wiesbaden und war seit 1983 Mitglied der Darmstädter Sezession. Mit seinen zahlreichen Ausstellungen und Ausstellungsbeteiligungen war er in Museen, Kunsthallen und Galerien in Deutschland, Europa, USA und Südamerika vertreten.
Neben seinem eigenen künstlerischen Wirken war die künstlerische Lehre und Förderung eine seiner Herzensangelegenheiten. In dem seit 1982 bestehenden Freundeskreis Matthias Gessinger hat er über Jahrzehnte künstlerische Talente supervisorisch begleitet und gefördert. 1994 begann er auch seine „Reisen zur Kunst“. Ob Seminare oder Workshops in der Toskana sowie Exkursionen mit Museumsführungen in Amsterdam, Basel, Hamburg oder New York – half Matthias Gessinger Menschen, selbst schöpferisch tätig zu werden und Kunstverständnis zu entwickeln.
Matthias Gessinger war auch Literat, Songwriter, Sänger und Redner.
Matthias Gessinger starb 2021 im Alter von 73 Jahren in Wiesbaden und wurde auf dem Nordfriedhof Wiesbaden  beigesetzt.

## Ausstellungen
- Seit 1973  Einzelausstellungen und Beteiligungen in Museen, Kunsthallen und Galerien unter anderem in Amersfoort, Bad Homburg, Barcelona, Basel, Belfast, Bologna, Bonn, Brighton, Chicago, Darmstadt, Dublin, Düsseldorf, Eriwan, Frankfurt, Glasgow, Hannover, Kassel, Klagenfurt, Köln, Kraków, Lissabon, Luxemburg, Madrid, Mainz, Malcesine, Mannheim, Olsztyn, Paris, Recklinghausen, São Paulo, Schloss Freudenberg/Wiesbaden, Schloss Johannisberg/Rheingau, Southampton, Stuttgart, Verona, Wien, Wrocław und Wiesbaden ausgestellt.

## Preise und Auszeichnungen
- Kulturpreis der Landeshauptstadt Wiesbaden 1991[1]
- Preisträger für Kunst im öffentlichen Raum

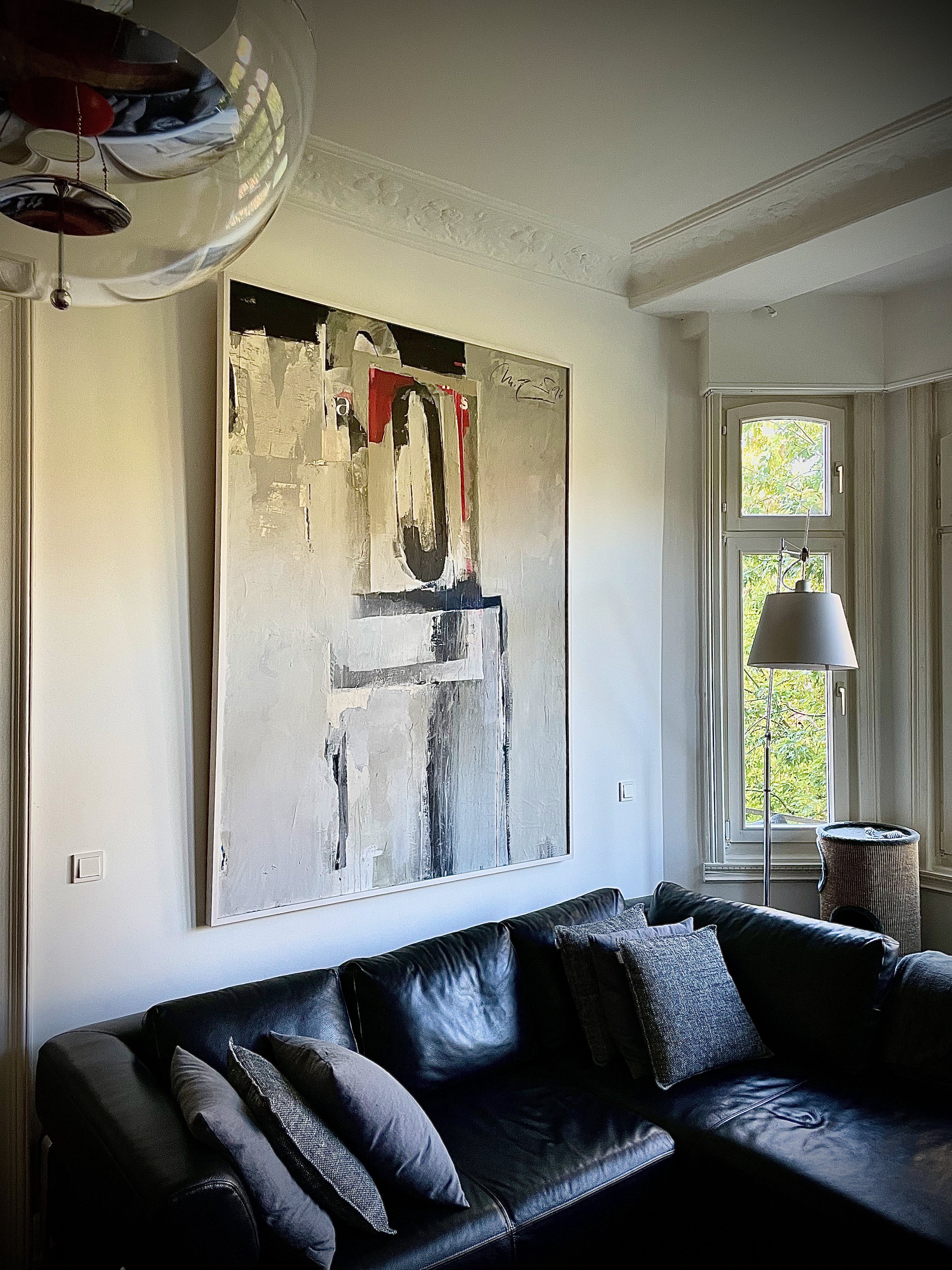
Rouge (Mischtechnik, Collagiert), Matthias Gessinger, 1996